# Grand Forks
Grand Forks je město ve Spojených státech amerických, ve východní části státu Severní Dakota na hranici s Minnesotou. Je sídlem okresu Grand Forks County, má rozlohu 49,9 km² a žije zde 49 321 obyvatel (údaje z roku 2000). Je to třetí nejlidnatější město Severní Dakoty a spolu s městem East Grand Forks (Minnesota) vytváří aglomeraci.
Leží v oblasti velkých prérií, na pravém břehu řeky Red River, v nadmořské výšce 255 m. Ve městě sídlí University of North Dakota, nejstarší univerzita ve státě. Západně od města se nachází mezinárodní letiště Grand Forks International Airport.